# Choque circulatorio

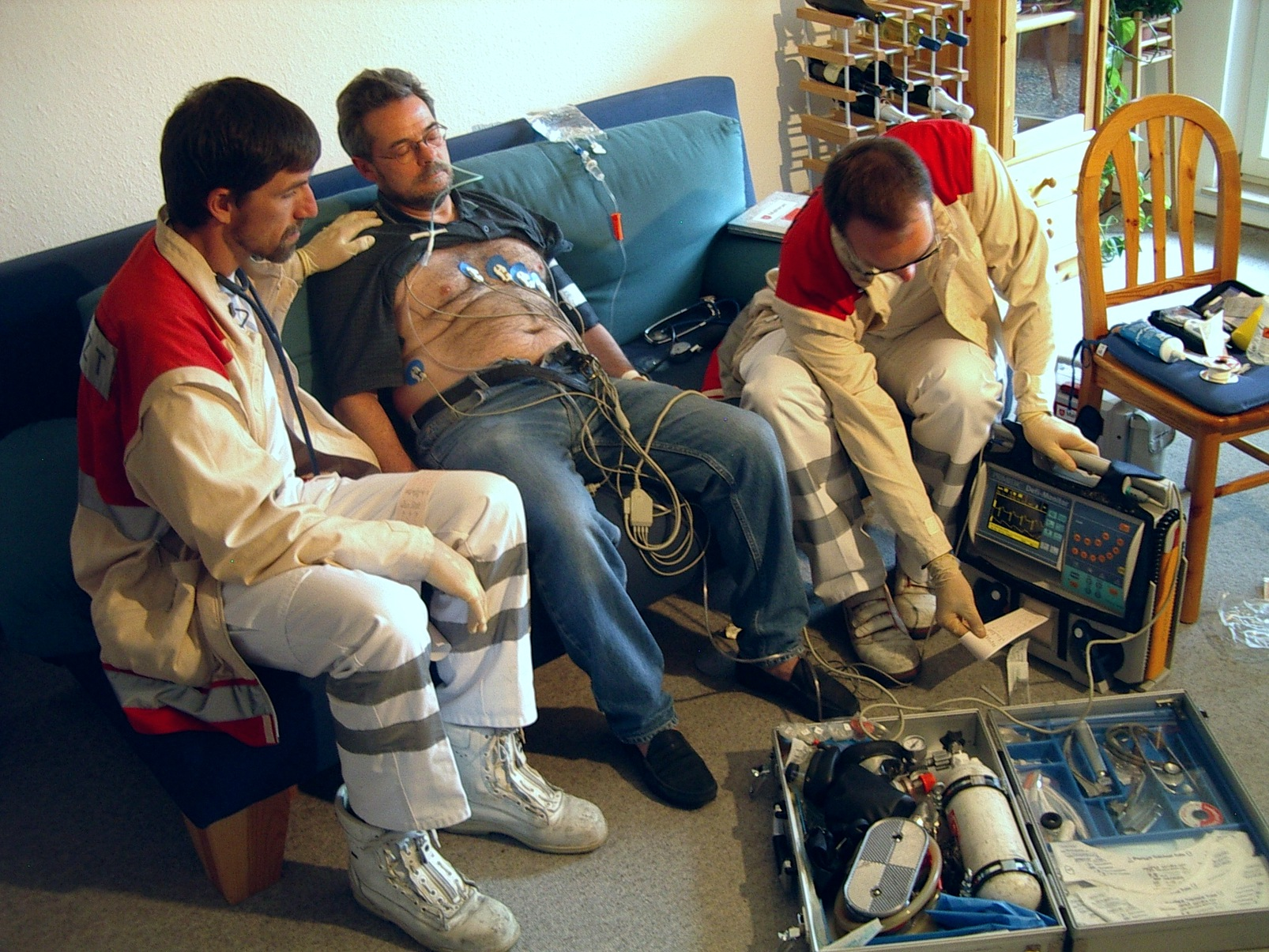
Escenario ficticio, sobre el tratamiento de un paciente de emergencia, por parte de un equipo de rescate del servicio de socorro de Malteser.

El choque circulatorio, también llamado shock circulatorio, es un estado fisiológico en el que, en etapas iniciales, la perfusión (el intercambio gaseoso) de los tejidos es insuficiente para cubrir la demanda de oxígeno y nutrientes para la respiración aeróbica celular.
Los síntomas típicos del choque circulatorio son: presión sanguínea baja (hipotensión), pulso rápido (taquicardia) y muestra de perfusión periférica pobre, evidenciada por descompensación o ausencia de funcionamiento de órganos periféricos (producción baja de orina, confusión o pérdida de conciencia).
Este tipo de choque no está relacionado con la reacción de estrés agudo. El choque circulatorio es una emergencia médica y una de las causas más comunes de muerte en pacientes en estado crítico. Puede tener una gran variedad de efectos, todos ellos con desenlaces similares, pero en esencia todos relacionados con un problema del aparato circulatorio; por ejemplo, puede conducir a la hipoxemia (falta de oxígeno en la sangre arterial) y, por ende, al paro cardíaco.
Otra de sus características es su mecanismo de progresión. Una vez que se inicia tiende a empeorar, por lo que es de suma importancia atenderlo inmediatamente para la supervivencia del paciente.

## Etiología
- Síndrome clínico producto de la insuficiencia del sistema gastrointestinal para mantener la homeostasis metabólica de los tejidos, trayendo como consecuencia el balance negativo de oxígeno y nutrientes, que lleva a una disminución del consumo de oxígeno celular y por ende a la disfunción y fallo orgánico.
- Fallo del aparato circulatorio para mantener una perfusión y función adecuada de los tejidos.
- El choque es un síndrome clínico de carácter crítico y complejo originado por múltiples causas, dado en el seno de una enfermedad grave, donde este es producido por una reducción del aporte de oxígeno y nutrientes a los tejidos, lo que determina lesión celular, inicialmente reversible. Si se prolonga el estado de choque generalmente el daño es irreversible.

El factor común en la mayoría de las definiciones del choque es la insuficiencia del aparato circulatorio para mantener la perfusión y la función celular.

## Características
La disminución del consumo de oxígeno en la célula es la marca característica y básica del choque. La disfunción inicial y fallo celular posterior está condicionado por la incapacidad de la célula para poder mantener sus funciones adecuadamente (esto debido a la falta de oxígeno y nutrientes y la incapacidad concomitante para movilizar desechos metabólicos). La célula entra en una situación grave en lo que respecta a la producción de energía. El déficit se hace crítico y esta comienza a tener problemas para mantener su funcionamiento e integridad. De aquí que si las condiciones que ocasionan el choque no son revertidas, la célula simplemente muere.
Considerando que un órgano está formado por células y que diferentes órganos forman un sistema, es posible extrapolar y pensar en la evolución de los daños desde la célula hasta la disfunción y fallo orgánico. 
Del fallo orgánico se comienza a considerar el fallo de los sistemas. Ante una situación crítica como la que representa el choque, la mortalidad se relaciona con:
- La causa del choque.
- La duración del estado nosológico que ocasiona el choque.
- Grado de disfunción orgánica (mayor gravedad y mayor mortalidad en relación con número de órganos en disfunción y el nivel de disfunción orgánica de cada órgano).
- Número de órganos en fallo (mayor mortalidad en relación con mayor número de órganos en fallo).

## Patologías relacionadas con el choque
- Hipoxia: condición patológica de la célula en la cual los requerimientos de energía son mayores que la producción de energía aeróbica. La célula no es capaz de producir la energía necesaria debido a un escaso consumo de oxígeno (ya sea por falta disponibilidad o incapacidad para utilizarlo).
- Anoxia: condición patológica en la que no hay disponibildad de oxígeno para la célula (situación vista en casos de paro circulatorio).
- Isquemia: condición patológica en la cual se produce la disminución de oxígeno y nutrientes a los tejidos (y por ende a la célula), condicionada por la disminución del flujo sanguíneo.
- Disfunción celular hipóxica: es el conjunto de trastornos celulares ocasionados por la incapacidad de los mecanismos anaerobios para mantener los requerimientos energéticos que garanticen el funcionamiento adecuado de los diferentes procesos metabólicos en la célula.
- Daño celular irreversible: se define como el conjunto de trastornos que son capaces de ocasionar una lesión irrecuperable debido a que los mecanismos anaerobios de producción de energía son incapaces de suplir las necesidades energéticas necesarias para mantener los diferentes procesos metabólicos responsables de la integridad celular.
- Síndrome de disfunción multiorgánica: Presencia de función orgánica alterada en pacientes agudamente enfermos, de tal forma que la homeostasis no puede ser mantenida sin la intervención terapéutica. Esta falla orgánica puede ser:

- Primaria: por el daño directo del órgano.
- Secundaria: por causa de la patología de base.

La respuesta a la hipoxia depende de la actividad y los requerimientos energéticos de cada célula. La tolerancia a la hipoxia es variable según los diferentes tipos. Por ejemplo, la célula muscular esquelética recobra su función normal a los 30 minutos después de isquemia, el hepatocito presenta daño irreversible a las 2,5 horas después de haber sido sometido a isquemia, la neurona presenta daño irreversible a partir de los 4-6 minutos de haberse iniciado la isquemia.

## Tipos de choques

### Clasificación etiológica
- Hipovolémico absoluto: es el tipo más común de choque y es causado por la disminución del volumen sanguíneo. La causa principal de esta disminución es la pérdida de sangre por causas internas (como las hemorragias) o externas (como las pérdidas a través de fístulas o quemaduras graves).
- Hipovolémico relativo (o choque distributivo): ocurre debido a alteraciones de la relación contenedor/contenido. Se subdivide en:

- Séptico: causado por una fuerte infección que conduce a la vasodilatación, por ejemplo debido a bacterias Gram negativas. Se trata por medio de antibióticos, vasoconstrictores y el reemplazo de fluidos.
- choque anafiláctico: causado por una reacción anafiláctica severa a un alérgeno, a un antígeno, a una droga o a una proteína externa, causando la liberación de la histamina; esta última causa vasodilatación extensa. Conduce a la hipotensión y el aumento de la permeabilidad capilar.
- Choque neurogénico: es la forma más rara de choque. Es causado por un trauma en la médula espinal, lo que genera la pérdida repentina de reflejos autónomos y motores debajo del punto de lesión (esto es, en cualquier punto desde la lesión hacia la o las extremidades más cercanas). Sin el estímulo del sistema nervioso simpático las paredes del recipiente se relajan de forma incontrolada, dando por resultado una disminución repentina de la resistencia vascular periférica, conduciendo a la vasodilatación y a la hipotensión.

- cardiogénico: causado por la falla o ineficacia del corazón al bombear sangre, causado por daños en los músculos cardíacos debido al infarto de miocardio. Otras causas de este choque incluyen arritmias, cardiomiopatía, paro cardíaco congestivo (CHF), contusión cardíaca (contusio cordis) o problemas de la válvula cardiaca.
- obstructivo: el flujo de sangre se obstruye impidiendo, e incluso deteniendo por completo la circulación. Varias condiciones dan lugar a esta forma de choque:

- Taponamiento cardíaco, en el cual la sangre en el pericardio evita la afluencia de la sangre al corazón (retorno venoso).
- Pericarditis constrictiva, en la cual el pericardio se contrae y endurece, es similar al taponamiento cardíaco.
- Tensión neumotorácica, en la que, con la presión intratorácica elevada, el flujo de sangre al corazón se detiene (retorno venoso).
- Tromboembolismo pulmonar, resultado de un incidente tromboembólico en los vasos sanguíneos pulmonares y obstaculiza la vuelta de la sangre al corazón.
- Estenosis aórtica, en la que se obstaculiza la circulación al obstruirse el flujo de salida de la sangre a través del tracto ventricular.

- Choque endocrino: debido a alteraciones en este sistema, su inclusión como un tipo de choque es reciente. Se distinguen tres causas básicas:

- El hipotiroidismo, en pacientes críticamente enfermos, reduce el volumen cardíaco y puede conducir a la hipotensión y a la insuficiencia respiratoria.
- La tirotoxicosis, que puede inducir una cardiomiopatía reversible; es causada por un exceso en la circulación de tiroxina (T4) libre o de triyodotironina (T3) libre.
- Escasez suprarrenal aguda, que con frecuencia es el resultado de continuar el tratamiento de corticosteroides sin disminuir gradualmente la dosificación. Sin embargo, esta condición también puede darse debido a la cirugía y la enfermedad intercorriente en pacientes en terapia de corticoesteroides, si no se realiza un ajuste de la dosificación para ajustarse a los requisitos crecientes de la misma. 
- La escasez suprarrenal relativa, que ocurre en pacientes críticamente enfermos cuando los niveles hormonales son insuficientes para cubrir la mayor demanda.

### Clasificación clásica
Según rl enfoque clásico y más difundido a lo largo de los años, se clasifica en tres grupos fundamentales:
- hipovolémico
- cardiogénico
- séptico

## Primeros auxilios
Los primeros auxilios para el tratamiento del choque incluyen:
- Verificar inmediatamente si el paciente está consciente.
- Si se está a solas con el paciente, es necesario buscar ayuda; en caso contrario, se debe enviar a alguien por ayuda mientras otra persona se queda con el paciente.
- Asegurar la apertura de la vía respiratoria y determinar si hay respiración. Colocar al paciente en posición de recuperación, si es posible.
- Aplicar presión directa a cualquier sangramiento obvio.
- Cubrir al paciente con una manta o chaqueta no muy gruesa.
- No ofrecer bebidas; si el paciente las pide, solo humedecer los labios.
- Prepárese para realizar reanimación cardiopulmonar.
- Una vez que  las necesidades inmediatas del paciente han sido atendidas, es necesario recabar información: ¿Qué ocurrió? ¿Tiene problemas médicos? ¿Toma algún medicamento? ¿Es alérgico a algún medicamento? Escriba esta información si es posible, ya que el paciente puede perder la consciencia, perdiéndose esta valiosa información.
- Provea la información obtenida al personal de la ambulancia cuando llegue.

El manejo del estado de choque requiere intervención inmediata, incluso antes de hacer un diagnóstico. La meta fundamental en caso de choque es restablecer la perfusión a los órganos por medio de la restauración y mantenimiento de la circulación sanguínea, asegurándose de que la oxigenación y presión de la sangre son adecuadas para evitar complicaciones. Los pacientes atendidos con síntomas de choque, sin importar el tipo, deben tener su vía respiratoria libre y terapia de oxígeno iniciada. En caso de insuficiencia respiratoria puede ser necesaria la intubación y ventilación mecánica. Un paramédico puede intubar a un paciente fuera del hospital en caso de emergencia; mientras que un paciente con insuficiencia respiratoria sería intubado por un médico si se encontrase en un hospital.
La razón de estas actividades es asegurar la supervivencia del paciente durante su transporte al hospital; estas no curan la causa del choque. Los tratamientos específicos dependen de la causa.
Se debe establecer un compromiso entre:
- Aumentar la presión sanguínea para permitir el transporte "seguro" (cuando la presión sanguínea baja, cualquier movimiento puede bajar la perfusión del corazón y del cerebro, y en consecuencia causar la muerte).
- Respetar el valioso tiempo. Si es necesaria una cirugía, esta debería ser llevada a cabo durante la primera hora para maximizar la oportunidad de supervivencia del paciente.

## Definiciones relacionadas
Según las definiciones establecidas y difundidas universalmente por todas las escuelas de medicina a partir del año 1992,[cita requerida] se establecieron los siguientes conceptos:
- Síndrome de respuesta inflamatoria sistémica (SRIS): conjunto de síntomas y signos que se presentan en respuesta a una variedad de entidades clínicas no infecciosas (como por ejemplo en politraumatismo, pancreatitis, etcétera), donde dicha respuesta está determinada por la aparición de dos o más de los siguientes criterios (adultos):

| Característica          | Criterio                                |
| ----------------------- | --------------------------------------- |
| Temperatura             | Mayor de 38 °C o menor de 36 °C         |
| Frecuencia cardíaca     | Mayor de 90 latidos/min                 |
| Frecuencia respiratoria | Mayor de 20 respiraciones/min           |
| Leucocitos              | Mayor de 12 000 o menor de 4000 cel/mm³ |
| Bastones (Bandas)       | Mayor del 10 %                          |

- SRIS severo: SRIS que se asocia a disfunción orgánica, hipoperfusión o hipotensión (la hipoperfusión y las anormalidades de perfusión incluyen, pero no están limitadas a la presencia de acidosis láctica, oliguria o alteraciones del estado mental). En estos casos, la hipotensión responde adecuadamente con la sola administración de reanimación fluidoterápica.

- Choque "estéril" o choque relacionado con el SRIS: SRIS asociado a hipotensión que no mejora con la reanimación fluidoterápica. En estos casos, la hipotensión es refractaria a administración de volumen, razón por la cual el soporte inotrópico o vasopresor está indicado (pudiendo presentarse estos pacientes, una vez iniciado el soporte, con presencia de choque, pero sin hipotensión).

- Sepsis: Conjunto de síntomas y signos que se presentan en respuesta a un proceso infeccioso, donde dicha respuesta está determinada por la aparición de dos o más de los siguientes criterios:

| Característica                  | Criterio                                                              |
| ------------------------------- | --------------------------------------------------------------------- |
| Temperatura                     | Mayor de 38 °C o menor de 36 °C                                       |
| Frecuencia cardíaca             | Mayor de 90 latidos/min                                               |
| Frecuencia respiratoria         | Respiratoria mayor de 20 respiraciones/min (o PaCO2 menor de 32 torr) |
| Leucocitos                      | Mayor de 12 000 o menor de 4000 cel/mm³                               |
| Bastones (bandas, baciliformes) | Mayor del 10 %                                                        |

- Sepsis grave: Sepsis que se asocia a disfunción orgánica, hipoperfusión o hipotensión (la hipoperfusión y las anormalidades de perfusión incluyen, entre otras cosas, la presencia de acidosis láctica, oliguria o alteraciones del estado mental). En estos casos, la hipotensión responde adecuadamente con la sola administración de reanimación fluidoterápica.

- Choque séptico: Sepsis asociada a hipotensión que no mejora con la reanimación fluidoterápica. En estos casos, la hipotensión es refractaria a administración de volumen, razón por la cual está indicado el soporte inotrópico o vasopresor (una vez iniciado el soporte, estos pacientes pueden presentar choque, pero no hipotensión).

## Historia
No existen pruebas de que la palabra shock o choque se utilizara en su forma actual antes de 1743. Sin embargo, hay pruebas de que Hipócrates utilizaba la palabra exemia para designar un estado de "vaciado de sangre". El shock o "choc" se describió por primera vez en una víctima de traumatismo en la traducción inglesa del texto de Henri-François LeDran de 1740, Traité ou Reflexions Tirées de la Pratique sur les Playes d'armes à feu (Tratado o reflexiones extraídas de la práctica sobre las heridas de bala) En este texto describe el "choc" como una reacción al impacto repentino de un proyectil. Sin embargo, el primer escritor inglés que utilizó la palabra shock en su connotación actual fue James Latta, en 1795.
Antes de la Primera Guerra Mundial, había varias hipótesis que competían entre sí sobre la fisiopatología del shock. De las diversas teorías, la mejor considerada era la de George W. Crile, que en su monografía de 1899, "An Experimental Research into Surgical Shock", sugería que el choque se definía esencialmente como un estado de colapso circulatorio (vasodilatación) debido a una estimulación nerviosa excesiva. Otras teorías que competían a principios de siglo eran la de Malcom en 1907, en la que se afirmaba que la vasoconstricción prolongada provocaba los signos y síntomas fisiopatológicos del shock. Tras la Primera Guerra Mundial, la investigación sobre el choque dio lugar a los experimentos de Walter B. Cannon, de Harvard, y William M. Bayliss, de Londres, en 1919, que demostraron que un aumento de la permeabilidad de los capilares en respuesta a un traumatismo o a toxinas era responsable de muchas manifestaciones clínicas del choque. En 1972, Hinshaw y Cox propusieron el sistema de clasificación del choque que se sigue utilizando en la actualidad.